# بیوه شدن خانم هالروید

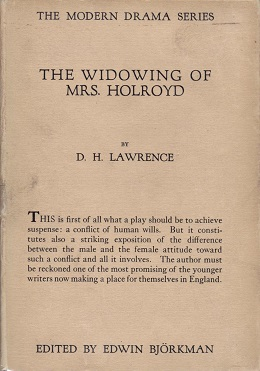
جلد اولین نسخه آمریکایی، منتشر شده در سال ۱۹۱۴

بیوه شدن خانم هالروید نمایشنامه ای از نویسنده انگلیسی دی اچ لارنس است. در سال ۱۹۱۱ نوشته شد و در سال ۱۹۱۴ به چاپ رسید. طرح نمایش از داستان کوتاه «عطر داوودیها» ی لارنس گرفته شده است.

## چکیدهٔ داستان
خانم هالروید با یک معدنچی لاابالی که الکلی نیز هست، ازدواج کرده است. وقتی مرد جوانی که در همسایگی شان زندگی می‌کند به او ابرازعلاقه می‌کند؛ خانم هالروید به فرار از خانه می‌اندیشد، اما حادثه ای در معدن تمام برنامه‌های او را به هم می‌زند.
وقتی جسد هالروید به خانه آورده می‌شود و همسر و مادرش شستن او را آغاز می‌کنند، ما با جنبهٔ دیگری از رابطهٔ آقا و خانم هالروید حالا که دیگر دیر شده رویارو می‌شویم.

## ربط نمایش با زندگی لارنس
مانند سایر کتابهای لارنس، این نمایشنامه نیز با زندگی خود نویسنده پیوند دارد. هالروید نام شرکتی بود که برادر بزرگ لارنس برای آن کار می‌کرد و حادثه ای مانند آنچه برای هالروید رخ می‌دهد، برای پدر لارنس رخ داد که باعث لنگیدن یک پای او شد و نیز، عموی لارنس پیش از به دنیا آمدن او در حادثهٔ انفجار در معدن جان خود را از دست داد. خانم هالروید در دنیای واقعی، زنعمو پالی لارنس بود که در خانه ای برینزلی نزدیک ایستوود زندگی می‌کرد.

## اجراها
بیوه شدن خانم هالروید بارها به روی صحنه رفته است و چند فیلم تلویزیونی نیز از آن موجود است، از جمله نسخهٔ ۱۹۷۶ به کارگردانی سایمون لنگتون و نسخهٔ بی‌بی‌سی (۱۹۹۵) به کارگردانی کیتی میچل و بازی زوئی وانامیکر و کالین فرث. این نمایشنامه به همراه نمایشنامهٔ «عروس» و «جمعه شب یک معدنچی»، سه گانهٔ نمایشنامه‌های معدنی لارنس به‌شمار می‌آید که حول محور زندگی معدنچیان شهرستانی می‌گذرد.